# Herradero
Le herradero, (en français : marquage), est l'ensemble des opérations d'élevage destinées à marquer les veaux d'un an  (erales). Ces opérations appelées « marquage à feu » font l'objet d'une règlementation stricte pour le taureau de combat de la corrida classique depuis le 16 décembre 1968, date à laquelle le gouvernement espagnol a imposé le marquage du dernier chiffre de l'année de naissance sur l'épaule de l'animal par un décret complétant la réglementation du marquage.
En France, on procède de la même manière.

## Marquage du fer
En Espagne, un officier de la garde civile et un vétérinaire sont présents le jour des opérations. Vaches et veaux sont conduits dans des corrales proches de l'arène de tienta. Ils sont marqués sur la cuisse droite avec le fer de l'élevage (qui correspond à un blason). Le marquage du fer est une pratique ancestrale dont on retrouve la trace en France dès 1551 sous la plume de Quiqueran de Beaujeu : « La ferrade, c'est imprimer avec un fer rouge la marque des maîtres en la fesse des taureaux ». Dix ans plus tard, c'est Poldo d'Albenas qui définit le fer comme le moyen le plus sûr de reconnaître un animal de son troupeau s'il a été perdu ou volé.
Cette opération se déroule de la même manière de nos jours pour le bétail de la course camarguaise où la ferrade est une fête . Mais elle a lieu dans les champs et non dans un corral.
Le fer est la propriété de l'éleveur, il est transmissible par hérédité ou il s'achète. Actuellement, en l'absence de fer, le groupement des éleveurs ne permettrait pas à éleveur de faire courir un de ses produits dans une arène.

## Marquage du numéro d'ordre
Il a lieu en même temps que le marquage du hierro. Le numéro d'ordre sert à distinguer les taureaux les uns des autres dans l'ordre de la camada (en français : nichée, portée) qui est la production annuelle d'un élevage née entre octobre et février. Par superstition, de nombreux élevages n'utilisent pas le numéro 13 car, souvent, les toreros refusent d'affronter animal portant un numéro censé « porter malheur ».

## Date de naissance
Sur l'épaule droite du veau, on appose le dernier chiffre de son année de naissance, par exemple 9 pour l'hiver 1969-1970 ; le chiffre est également tatoué sous l'épaule droite et à l'aisselle. Cette marque, considérée comme indélébile, a été faite à la demande des aficionados lors du congrès de Séville de 1966. Il arrive pourtant, très rarement, que l'on profite d'une cicatrisation  chéloïde comme cela fut le cas à Dax où un taureau Bohórquez avait été marqué de nouveau.

## Vérification de la filiation
L'opération se termine par la vérification de la filiation du veau : lorsqu'on le lâche dans le corral où se trouve déjà la vache qui a été déclarée comme étant sa mère sur le registre des naissances, il la rejoint automatiquement ; s'il ne la rejoint pas, alors il y a erreur et il ne reste plus qu'à rechercher la vraie mère.